# Haus am Wehrsteg
Das Haus am Wehrsteg ist ein Künstlerhaus für zeitgenössische Kunst und Archiv in Heidelberg.

## Jüngere Geschichte
Erstmals künstlerisch genutzt wurde das direkt am Neckar gelegene Industriedenkmal ab dem Jahr 1972. In jenem Jahr trat die Dichterin und Musikerin Eva Vargas für eine Miete in Kontakt mit der Stadt Heidelberg, die das Gebäude kurz zuvor von der Bundesrepublik (Wasser- und Schifffahrtsamt) erworben hatte.
Zunächst war nur eine Zwischennutzung bis zum Zeitpunkt des Abrisses vorgesehen. Indem das Haus unter Denkmalschutz gestellt wurde, wurde die Nutzung als Künstlerhaus in der Folge jedoch entfristet. Vargas lebte und arbeitete bis zu ihrem Tod im Jahr 2010 im Haus am Wehrsteg, welches damals noch unter den Namen Altes Trafohaus oder Trafohäuschen bekannt war.
Seit 2013 führt der Heidelberger Künstler Matthis Bacht das Künstlerhaus nach einer offiziellen Ausschreibung durch die Stadt Heidelberg fort.

## Architektur
Das Haus am Wehrsteg ist ein Industriedenkmal aus der Feder des Architekten Paul Bonatz (1877–1956). Es bildet ein Ensemble mit dem Wehrsteg, welcher die Heidelberger Stadtteile Neuenheim und Bergheim/Wieblingen verbindet. Bonatz entwarf im Zuge der Kanalisierung des Neckars in den 1920er Jahren alle Staustufen mit Funktionsbauten zwischen Stuttgart und Mannheim. Das Haus am Wehrsteg stammt dabei vermutlich aus dem Jahr 1930. Es verband in der ursprünglichen Nutzung die Funktion eines Trafoturms mit der einer Lagerhalle (Reservekraftstoffstation) für den Wehrsteg.
Während des 2. Weltkriegs wurde nördlich ans Gebäude anschließend ein unterirdischer Luftschutzraum errichtet. 1947 erfolgte der Umbau des Erdgeschosses für eine Wohnnutzung. Im Zuge dieser Umgestaltung getätigte Einbauten wurden nach 2013 teilweise rückgängig gemacht.
Hervorzuheben sind neben der für einen ehemaligen Funktionsbau ungewöhnlichen Fassadengestaltung und Kubatur die dem Spätexpressionismus zuzuordnenden Fenstergitter.

### Zitate
„Richtig spannend wird es aber bei den technischen Bauten, vor allem den Staustufen des Neckar aus den zwanziger und dreißiger Jahren: Hier sind abstrakt-moderne Gebilde entstanden, die sich zwischen einer soliden regionalen Monumentalität und den himmelstürmenden Phantasien des Futuristen Antonio Sant’Elia verorten lassen.“

„Die Stauwehre (...) von kubischer Schlichtheit sind eine Meisterleistung des Architekten Paul Bonatz.“

## Ausstellungen und Aktionen (Auswahl)
- Mein un-tragbares Kleid, in Kooperation mit dem Theater Heidelberg und dem Unterwegstheater (2014)[6]
- Transformationen (2014)[7]
- Jeannette Fabis: spei.cher, in Kooperation mit Port25 (2015)[8]
- Mitten im Zwischen, in Kooperation mit dem Heidelberger Kunstverein (2016)[9]
- Literaturgarten – Gute Seiten, schlechte Seiten, echte Seiten?, mit Toni L und Filat Kanzler, in Kooperation mit dem Karlstorbahnhof (2016)[10][11]
- Art-Ashram-Kollektiv: Wie wollen wir leben? (2017)[12][13]
- Marion Orfila: Délocalisé (2017)[14]
- Matthis Bacht, Florian Arnold: Kreuzweg mit Lachkurve (2017)[15]
- Myriam Holme, Otfried Rautenbach, Rolf Schneider: Gänsehautgesellschaft (2018)[16]
- Ülkü Süngün: Das Benennen, kuratiert von Evein Obulor (2021)[17]
- Außenseiten, mit Anke Feuchtenberger, Anna Haifisch, Jens Harder, Wolfgang Klee, Reinhard Kleist, Lucie Langston, Mawil, Thomas Ott, Henning Wagenbreth und Mehrdad Zaeri in Kooperation mit der Sammlung Prinzhorn (2022)[18][19]